# Valentina Sidorova
Pour les articles homonymes, voir Sidorov.
Valentina Vassilievna Sidorova (en russe : Валентина Васильевна Сидорова), née Bourochkina le 4 mai 1954 à Moscou (république socialiste fédérative soviétique de Russie) et morte le 9 juin 2021 à Moscou (Russie), est une escrimeuse soviétique. 
Elle a représenté l'URSS aux Jeux olympiques de 1976 et aux Jeux olympiques de 1980, remportant une médaille d'or et une d'argent par équipes.

## Carrière
Avec l'équipe soviétique, Valentina Sidorova rafle entre 1974 et 1979 six médailles d'or consécutives en grands championnats, cinq mondiales et une olympique en 1976. Les soviétiques sont les grandes favorites des Jeux de 1980, disputés à domicile, à Moscou. Mais leur série d'invincibilité est stoppée par l'équipe de France en finale et elles doivent se contenter de la médaille d'argent. Elles remportent de nouveau l'or en 1981, avant de connaître quelques années sans podium, en partie à cause du boycott du bloc de l'est des Jeux olympiques d'été de 1984. Pour son dernier podium mondial, Valentina Sidorova recevra une nouvelle médaille d'or, aux championnats du monde d'escrime 1986 à Sofia.
A titre individuel, Valentina Sidorova est sacrée championne du monde, coup sur coup, en 1977 et 1978, et manque le triplé en n'obtenant que l'argent en 1979.

## Palmarès
- Escrime aux Jeux olympiques
  -  Médaille d'or par équipes aux Jeux olympiques de 1976 à Montréal
  -  Médaille d'argent par équipes aux Jeux olympiques de 1980 à Moscou

- Championnats du monde d'escrime
  -  Médaille d'or par équipes aux championnats du monde d'escrime 1986 à Sofia
  -  Médaille d'or par équipes aux championnats du monde d'escrime 1981 à Clermont-Ferrand
  -  Médaille d'or par équipes aux championnats du monde d'escrime 1979 à Melbourne
  -  Médaille d'or aux championnats du monde d'escrime 1978 à Hambourg
  -  Médaille d'or par équipes aux championnats du monde d'escrime 1978 à Hambourg
  -  Médaille d'or aux championnats du monde d'escrime 1977 à Buenos Aires
  -  Médaille d'or par équipes aux championnats du monde d'escrime 1977 Buenos Aires
  -  Médaille d'or par équipes aux championnats du monde d'escrime 1975 à Budapest
  -  Médaille d'or par équipes aux championnats du monde d'escrime 1974 à Grenoble
  -  Médaille d'argent aux championnats du monde d'escrime 1979 à Melbourne
  -  Médaille d'argent par équipes aux championnats du monde d'escrime 1973 à Göteborg
  -  Médaille de bronze par équipes aux championnats du monde d'escrime 1985 à Barcelone